# Coccinella septempunctata
Coccinella septempunctata  é a mais comum entre as joaninhas, originária da Europa. É conhecida como Joaninha-dos-7-pontos.  

## Aspecto
Suas asas são de uma cor vermelha, mas pontuado com três pontos negros cada, com mais um ponto que está sendo espalhado sobre a junção dos dois, fazendo um total de sete pontos, a partir do qual as espécies deriva tanto seus comuns e nomes científicos (da Latina septem = "sete" e punctus = "pontos").

## Importância biológica
É uma espécie emblemática do controlo biológico: os adultos e as larvas alimentam-se de pulgões (insectos da ordem Homoptera), por isso a presença de joaninhas beneficia a agricultura . 